# Герб Мелітопольського району
Герб Мелітопольського району — офіційний символ Мелітопольського району, затверджений 26 грудня 2002 р. рішенням сесії районної ради.

## Опис
На щиті, напіврозтятому і понижено перетятому лазуровим, золотим і зеленим, пурпуровий щиток з гілкою вишні з зеленим листям і ягодами натурального кольору. Щит з боків прикрашений золотим колоссям, а зверху - соняшниками. Внизу на жовтій стрічці пурпуровий напис "Мелітопольський район".

## Галерея

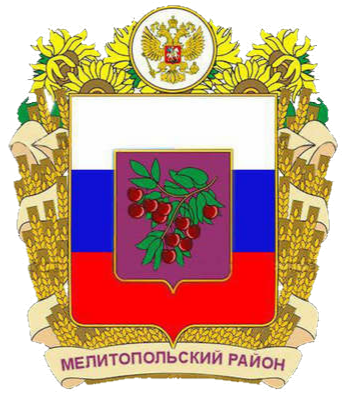
Герб окупаційної адміністрації

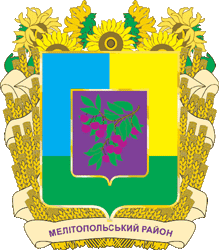
Офіційний герб